# 刀豆胺酸
刀豆胺酸，亦作刀豆氨基酸，學名4-胍氧丁胺酸，是一種存在於部分豆科植物的非蛋白胺基酸。其化學結構跟α-蛋白胺基酸L-精氨酸相關，只是精氨酸的亞甲基橋（-CH
2-結構）在刀豆胺酸被換成了oxa group。
因此本化合物對動物及人體帶相當的毒性，或可對人引起紅斑性狼瘡，但亦有可能提取之作天然驅蟲劑。
紫苜蓿及其芽菜含豐富的刀豆胺酸。
刀豆胺酸的中文名稱及其學名均來自刀豆屬（Canavalia）。

## 參看
- 副刀豆氨酸（Canaline）
- 精氨酸（Arginine）